# Врабач
Врабач је насељено место у саставу града Триља, Сплитско-далматинска жупанија, Република Хрватска.

## Историја
До територијалне реорганизације у Хрватској налазио се у саставу старе општине Сињ.

## Становништво
На попису становништва 2011. године, Врабач је имао 218 становника.
| Број становника по пописима | Број становника по пописима | Број становника по пописима | Број становника по пописима | Број становника по пописима | Број становника по пописима | Број становника по пописима | Број становника по пописима | Број становника по пописима | Број становника по пописима | Број становника по пописима | Број становника по пописима | Број становника по пописима | Број становника по пописима | Број становника по пописима | Број становника по пописима |
| --------------------------- | --------------------------- | --------------------------- | --------------------------- | --------------------------- | --------------------------- | --------------------------- | --------------------------- | --------------------------- | --------------------------- | --------------------------- | --------------------------- | --------------------------- | --------------------------- | --------------------------- | --------------------------- |
| 1857                        | 1869                        | 1880                        | 1890                        | 1900                        | 1910                        | 1921                        | 1931                        | 1948                        | 1953                        | 1961                        | 1971                        | 1981                        | 1991                        | 2001                        | 2011                        |
| 83                          | 0                           | 92                          | 192                         | 243                         | 123                         | 0                           | 0                           | 251                         | 245                         | 228                         | 236                         | 224                         | 237                         | 197                         | 218                         |

Напомена: До 1910. исказивано као део насеља под именом Врабац. У 1869. и 1921. подаци су садржани у насељу Граб, а у 1931. у насељу Поди.

### Попис1991.
На попису становништва 1991. године, насељено место Врабач је имало 237 становника, следећег националног састава:
| Попис 1991.‍ | Попис 1991.‍ | Попис 1991.‍ | Попис 1991.‍ | Попис 1991.‍ |
| ----------- | ----------- | ----------- | ----------- | ----------- |
|             |             |             |             |             |
| Хрвати      | Хрвати      |             | 236         | 99,57%      |
| непознато   | непознато   |             | 1           | 0,42%       |
| укупно: 237 |             |             |             |             |